# La Rica Hoja
La Rica Hoja je malá doutníková manufaktura kubánské rodiny na Kanárských ostrovech, kterou založil D. Ernesto González Pérez, pro mnohé známý jako „tabákový dědeček“.

## Historie
Továrna, jak rodina vlastníka nazývá doutníkovou manufakturu, byla založena roku 1925 dědečkem dnešního majitele Ernestem Gonzálezem Perezem a byla mezi lidmi z okolí a odběrateli známa jako La Rica Hoja, podle jeho nejznámějšího výrobku.
Manufaktura byla postavena v Breña Alta, vesnici na jihovýchodním svahu ostrova La Palma, Kanárské ostrovy.
Ernesto byl zpočátku jediným dělníkem. Přes týden vyráběl doutníky a v neděli je rozvážel. Ve svazcích přivázané k svému bicyklu objížděl ostrov – po blízkém okolí, ale i do vzdálené vesnice Fuencaliente na jihu ostrova.
Týden po týdnu se tak jeho doutníky stávaly známějšími.
Po roce 1950 přesunul Ernesto Gonzáles svoji manufakturu do Santa Cruz de La Palma, hlavního města ostrova, aby byl blíže k obchodům, odběratelům a dodavatelům a v letech 1955 až 1972 La Rica Hoja zaměstnávala přes 60 dělníků. Byla tak největší doutníkovou manufakturou ostrova La Palma.
V roce 1972 byla továrna zcela zničena velkým požárem.
Po řadě těžkých let se Ernesto Gnzález pustil do obnovy manufaktury. Musel prodat většinu svého majetku, včetně vlastního domu. Místem nové manufaktury byla opět Breña Alta.
Druhou generací rodiny Ernesta byla rodina Ernestovy dcery, která se provdala za kubánského emigranta Miguela Pereze Hernándeze. Tím do rodinného podniku přišlo i několik dalších kubánských emigrantů, kteří přinesli nové technologie a zejména stojí za oddělením ruční výroby. Dnešní třetí generace majitelů i zaměstnanců je tak napůl kubánská.

## Současnost
Továrnu dnes vede třetí generace původně rodiny Ernesta Gonzálese Pereze. Původně malý podnik dnes produkuje přes 20.000 doutníků denně, a to jak strojově vyráběných shortfilerů, které tvoří většinu produkce, tak ručně vyráběných longflilerů. La Rica Hoja se postupně stala předním výrobcem doutníků ostrova La Palma.

## Produkce
Ručně vyráběné Premium doutníky značky La Rica Hoja obsahují výlučně tabák vybrané kvality z Kuby, Brazílie, Ekvádoru a Indonésie.
Značku La Rica Hoja kdysi používanou více výrobci ve světě, má Compania Insular De Tabacos De La Palma,S.L.,nyní registrovanou jako vlastní ochrannou známku pro všechny své výrobky, stejně tak jako v případě jedné z řady značek strojově vyráběných levnějších doutníků značku La Primorosa.